# Casa in via Molino delle Armi 41
La casa in via Molino della Armi 41 è un edificio storico di Milano, situata in via Molino delle Armi 41.

## Storia e descrizione
La casa, il cui aspetto risale al XVIII secolo, non ha un nome derivato dalla famiglia che la costruì: il palazzo non è infatti di origine nobiliare, tuttavia svolge un ruolo importante per l'architettura milanese in quanto rappresenta il modello dell'architettura borghese nella città durante il regno di Maria Teresa d'Austria. Il palazzo presenta al piano terreno un bugnato liscio, mentre ai piani superiori vi sono finestre decorati con modanature semplici e balconi in ferro battuto. All'interno vi è una tipica corte lombarda con ballatoi continui con ringhiera in ferro battuto.